# 桑山元稠
桑山 元稠（くわやま もとしげ）は、江戸時代前期から中期にかけての旗本。

## 経歴
桑山貞寄の長男として生まれる。寛文12年（1672年）5月26日に小姓組番士に列し、貞享元年（1684年）7月19日に家督を継承する。貞享3年（1686年）2月28日、大久保忠朝が小田原藩に移封される際、大田好敬と共に城の引き渡し役を務めた。貞享4年（1687年）3月25日に使番となり、12月25日に布衣の着用を許される。元禄5年（1692年）9月1日、松平直矩が白河藩に移封される際、城の引き渡し役を務めた。元禄7年（1694年）6月28日に桐間番頭となり、元禄8年（1695年）12月11日に従五位下肥前守に叙任された。元禄14年（1701年）8月18日に持筒頭、正徳5年（1715年）1月11日に槍奉行となる。享保4年（1719年）11月9日、職を辞して寄合に列し、享保5年（1720年）5月23日に致仕した。享保13年（1728年）6月14日、81歳で死去。

## 系譜
- 父：桑山貞寄
- 母：屋代忠正の娘
- 正室：松平乗次の娘
- 長女：桑山元武室
- 次女：石尾氏信室
- 三女：興津忠禄室
- 四女：土岐定武室
- 五女：黒川盛章室
- 六女：上杉知義室
- 七女：仁賀保誠依室 - 桑山元武養女
- 次男：桑山元陳 - 桑山元武の養子
- 養子：桑山元武 - 桑山直晴の次男